# Peter Skaarup
Denne side handler om politikeren Peter Skaarup som var været medlem af Folketinget siden 1998. For politikeren Peter Skaarup som var medlem af Folketinget 1895-1898, se Peter Skaarup (gårdejer).
Peter Skaarup (født 1. maj 1964 i Aarhus) er en dansk politiker, der har været medlem af Folketinget siden 1998. Han repræsenterede Dansk Folkeparti indtil juni 2022, hvor han meldte sig ud af partiet. Han havde tidligere været partiets gruppeformand siden 2012. Siden den 29. juli 2022 har han repræsenteret Danmarksdemokraterne i Folketinget, samt fungeret som gruppeformand for partiet i Folketinget.

## Biografi
Peter Skaarup voksede op i Brabrand ved Aarhus som søn af pensioneret fototekniker Hans Skaarup og forhenværende folketingsmedlem og regnskabsfører Birthe Skaarup. Han blev student fra Aarhus Katedralskole i 1982 og arbejdede som teknisk konsulent hos DSB rejsebureaudivision fra 1986 til 1990. Samme år blev han sekretariatsleder og partisekretær for Fremskridtspartiet og var i 1995 med til at stifte Dansk Folkeparti, hvor han var sekretariatschef til 1998. I slutningen af 1990'erne blev han desuden medlem af en række institutioner og organisationer som Østerbro Lokalråd, Dansk Udenrigspolitisk Institut, Københavns Borgerrepræsentation, Copenhagen Capacity, bestyrelsesmedlem for Ørestadsselskabet og Dansk Folkepartis hovedbestyrelse.
Skaarup blev valgt til Folketinget ved valget i 1998 og var fra 1998 til 2012 næstformand i Dansk Folkeparti. Han har været formand for Folketingets Retsudvalg og næstformand for Folketingets Trafikudvalg. Skaarup var i en årrække partiets udlændinge- og integrationsordfører, indtil han blev retsordfører.
Han er han gift med veterinærsygeplejerske Therese Skaarup. De har to børn sammen og bor i Gentofte. Peter Skaarup har også to børn fra et tidligere forhold.

## Politisk virke
Skaarup var med til at stifte i Dansk Folkeparti i 1995 og var med i inderkresen omkring Pia Kjærsgaard fra starten. Han var partiets næstformand fra 1998 til 2012 og formand for folketingsgruppen fra 2012 til 2022.
Skaarup har siddet i Folketinget siden folketingsvalget i 1998. Han har været retsordfører og næstformand for Udvalget for Udlændinge- og Integrationspolitik og stedfortræder i Det Udenrigspolitiske Nævn. Ligeledes har han været medlem af NATO's Parlamentariske Forsamling (NPA), Folketingets Retsudvalg, Udvalget for Forretningsordenen, Udenrigsudvalget og Underudvalget under Udvalget for Forretningsordenen.
Peter Skaarup meldte sig ud af Dansk Folkeparti 24. juni 2022 og udtrykte interesse for at skifte til Danmarksdemokraterne, et skifte han effektuerede den 28. juli 2022. Dagen efter blev han derved Danmarksdemokraternes første folketingsmedlem.

## Holdninger

### Kriminalitet
Skaarup har i mange år talt om kriminalitet. Han går ind for hårde straffe, hovedsageligt ved personfarlig kriminalitet. Han har tidligere udtalt, at han mener straf hjælper og at højere straffe også har en præventiv virkning. Han har anbefalet at sænke den kriminelle lavalder, og i august 2011 støttede han politiforbundets formand Peter Ibsens forslag om at fjerne den kriminelle lavalder: 
| Citat | Principielt synes jeg, han har ret i, at der ikke behøver være nogen kriminel lavalder. Det helt afgørende er, hvordan man sanktionerer, når der er noget galt. | Citat |
|       | |       |

### Bandekriminalitet
Skaarup har foreslået at bandemedlemmer skal mødes med hårde straffe og har også kritiseret den såkaldte exitplan, da han ikke mener, at tilbud om uddannelse og job er tilstrækkeligt til at få kriminelle til at forlade bandemiljøet. Ligeledes har han også foreslået at kriminelle udenlandske bandemedlemmer bør udvises.
I marts 2013 skrev han i en kronik i Politiken otte tiltag, der kan stoppe den raserende bandekrig, blandt andet udvisning af bandetilknyttede, der ikke er danske statsborgere, tredobbelt straf for straffelovsovertrædelser for medlemmer af bander, ingen prøveløsladelse for bandemedlemmer, bandebegrebet skal ændres, så tilknytning til en kriminel bande i sig selv er strafbart og lettere adgang til at varetægtsfængsle bandemedlemmer.

## Hæderspriser
- German Marshall Fund Fellow – 1999
- Taiwan Friendship Medal of Diplomacy – 2003
- Ridder af Dannebrog i 2008 og ridder af 1. grad af Dannebrog i 2016.[3]